# Ресторан Виногради
Ресторан „Виногради” је угоститељски објекат на Агином брду у Гроцкој, и за многе један од симбола послератног просперитета Гроцке и старе Југославије. Легендарни национални ресторан у Гроцкој био је тек један у низу Метрополових угоститељских објеката, а својим радом и гостима обележио је златно доба из кога за „воћну општину” потиче ласкави надимак „Мала Калифонија”, док по њему мештани и надаље читав крај називају „Метропол”. У 21. веку је васкрсао у модерно здање са печатом некадашње традиције.

## Историјат
Ресторан у Гроцкој је у старој Југославији био стециште елите и страних делегација, и надалеко познат по одличној кухињи, прелепим панорамама и виноградима којима је био окружен. Удаљен од центра Гроцке и заштићене амбијенталне целине „Грочанска чаршија” 500m, од београдског језгра 25km, располагао је незаборавним видиковцем чији поглед обухвата панораме Дунава са три речне аде, контуре Авале, Смедерева и Панчева, обрисе Вршачког брега и далеких румунских Карпата...
Како истражује Зорица Атић, хроничар Гроцке, Народни одбор је 1960. године на Агином брду у Гроцкој откупио три хектара воћњака, винограда и њива са виноградарском кућом и помоћним објектима, у жељи да покрене развој туризма, али и да за Јосипа Броза Тита обезбеди особено место за елитне госте. Кажу да је одабиру земљишта кумовао научник Павле Савић, управник Института за нуклеарне науке у Винчи, који је на локацији утврдио постојање магнетног поља изузетно благотворног за здравље, што су карактеристике какве су биле потребне најзахтевнијем госту - маршалу Титу.
Земљиште је потом препуштено националном угоститељском предузећу „Метропол” са визионарском идејом да Гроцка на атрактивној локацији добије ексклузивни ресторан и привуче бројне посетиоце. Предузеће постаје трајни корисник и улаже у градњу ресторана, уређење околног простора, прилазну стазу, паркинг и засаде винограда по којима је ресторан и добио име. Постојећи виноградарски објекат је реконструисан, проширен и прилагођен новој намени, а касније је у неколико наврата и дограђиван. Ресторан „Виногради” је убрзо постао протоколарно место старе Југославије за дочек најелитнијих гостију. Управљање националним рестораном „Виногради” остало је у склопу ланца хотела-ресторана Метропол све до 90-тих година 20. века.
У самом ресторану је радио енолог, читав простор је био богато опремљен детаљима из народне радиности и традиције, украшен народним ношњама и старинским оружјем, а у објекту је постојала и винска карта са особинама сваког вина, годином бербе, јачином, врстом грожђа. Госте су на улазу дочекивали стиховима народне поезије преведене на неколико језика.
Импресивна је била и листа гостију. Кроз „Винограде” је продефиловало на хиљаде државника, дипломата, политичара, амбасадора, уметника, привредника, страних званичника и званица. До ресторана у Гроцкој су званице и посетиоци неретко долазиле и реком – приватним јахтама и излетничким бродићима, а чувене су и Титове посете јахтом „Шумадинка”. Тито је читавих седамнаест пута у званичним посетама долазио у Винограде. Наравно, не сам - доводио је у Гроцку своје госте и иностране делегације.
Почев од Тита, чувених светских глумаца попут Софије Лорен, политичара као што је Хенри Кисинџер, државника и шефова држава Европске заједнице и земаља Несврстаних, ресторан су посетили и познати астронаут Нил Армстронг који је крочио и на Месец, а не само у Гроцку, али и светске музичке звезде попут џез музичара Луја Армстронга. Његов хит What a wonderfull world може се у потпуности односити и на носталгичну представу о Гроцкој из тог времена.
Бројни су и разноврсни били посетиоци, па се и многе приче и анегдоте везују за овај ресторан у царству грочанских винограда, недалеко од престонице.
Био је то, без дилеме, веома леп и луксузан ресторан, и као такав познат и признат.
У ресторану „Виногради” снимани су и филмови, а ресторанске госте и високе званичнике некада су редовно забављали чувени народни певачи као што је Предраг Гојковић Цуне, Предраг Живковић Тозовац, тамбураши и староградска музика, фолклорни ансамбли и плесне групе.
Крајем 80-тих почео је суноврат ресторана и развлачење његове имовине. Ипак, Метропол све до 1995. године како-тако обавља своју основну делатност и ресторан ради, а затим се све до 1999. „Виногради” издају приватним угоститељима, да би постепено престао с радом и опустео. Кажу да су тада на видело изашле и неке тајне које је ресторан крио. У њему су нађени генератори за производњу струје, базени за пијаћу воду, скривени бунар испод степеница непознате намене, а на тавану је пронађена глува соба у којој су, претпоставља се, прислушкивани и снимани разговори који су се водили у ресторану.
Временом је из ресторана од инвентара однето све што је било могуће изнети, а остатак је демолиран, ломљен, паљен. Добро памте Грочани како су „Виногради”, некадашњи понос Гроцке, недуго после романтичног састајалишта постали место за окупљање наркомана и бескућника. Почетком 21. века на месту оближњег винограда никао је коров и дивља депонија, а од националног ресторана је остала само руина и име. Од винограда није било ни помена, све је зарасло као да их никада није ни било.
Око 2000. године је локација по први пут продата, да би до 2008. године мењала власнике, без видљивих улагања и промене у свом статусу. Многи су се интересовали да откупе остатке „Винограда” са припадајућим земљиштем. Помињала су се и позната имена из света спорта, а највише се најављивала могућност да се земљиште парцелише и распрода. Упркос свему, Виногради 2008. године отпочињу своје ново поглавље након што су у потпуно руинираном стању по пети пут откупљени.

## Садашњи ресторан
Нови власник је након геодетских испитивања одлучио да сруши стару зграду, односно оно што је од ње преостало, и подигне нову - са идејом да Виноградима врати стари значај. „Виногради” поновно бележе врх Гроцке, и погледом као некад покривају Дунав, Банат, Авалу и Смедерево, а некада чувени ресторан је, након вишегодишње паузе, поново отворен 2018. године.
Нови објекат са претходним има само донекле сличности у изгледу, али у потпуности када је реч о концепцији простора и намене. Као и раније, у духу је традиционалне архитектуре и у складу са пејзажом. Испоштована је конфигурација терена и лепота панораме, обновљена је тераса с погледом, а задржана је и намена ресторана без хотелског смештаја. Здање се састоји од винског подрума, ресторанске сале са терасом окренутом Дунаву и конференцијске сале на спрату са дашком конака књегиње Љубице. Окружују га два хектара зракасто распоређених винограда, паркинг, прилазне стазе, уређене зелене површине декорисане домаћим и лековитим биљем попут бршљана, рузмарина, лаванде, традиционалног цвећа и мини-вртова. Данас се крај ресторана на сунчаним падинама које се спуштају ка реци поново зелене виногради.
Нови ресторан „Виногради” има потенцијал капиталне инвестиције која може означити и почетак новог златног доба Гроцке. Баш као некада у доба старе Југославије, угоститељски објекат ових карактеристика и квалитета може да покрене дестинацијски развој Гроцке која је туристички и природни драгуљ - са огромним и разноврсним потенцијалима, одавно на мапи светске културне баштине.